# Sätra (Leksand)
Sätra is een plaats in de gemeente Leksand in het landschap Dalarna en de provincie Dalarnas län in Zweden. De plaats heeft 133 inwoners (2005) en een oppervlakte van 29 hectare.